# Буневчевич, Горан
Горан Буневчевич (серб. Горан Буњевчевић; 17 февраля 1973, Карловац — 28 июня 2018, Белград) — сербский футболист, игравший на позиции защитника. С марта по сентябрь 2008 года был спортивным директором клуба «Црвена Звезда».

## Клубная карьера
Сын бывшего офицера, родился в Карловаце и провёл своё детство в Сплите. Со своим младшим братом, Мирко, они начали играть в футбол в молодёжной команде «Хайдуке». Позже они перешли в молодёжную команду загребского «Динамо», но из-за войны в Югославии переехали в Белград, где начали играть за разные клубы. Горан первоначально играл за нижнелиговые клубы БАСК и «Графичар», прежде чем получил шанс выступать за «Рад». В новом клубе он использовался не только как защитник, но и как центральный полузащитник.
В 1997 году он перешёл в «Црвену Звезду». За 125 матчей стал одним из ключевых игроков, а также и капитаном клуба. Помог клубу стать чемпионом Югославии и обладателем национального кубка.
28 июня 2001 года Буневчевич за 1,4 миллиона £ перешёл в английский клуб «Тоттенхэм Хотспур» в качестве замены Сола Кэмпбелла в центре защиты. Дебют состоялся 18 августа в матче против «Астон Виллы». Его настигали травмы в первом сезоне, и он пропустил практически весь сезон. В следующем сезоне обошлось без травм, и главный тренер «Тоттенхэма», Гленн Ходдл, ставил Горана на левый фланг защиты. После ухода Ходдла Бунчевич утратил позицию в составе «шпор». После прихода в клуб главного тренера Мартина Йола серб окончательно потерял место в основе. Свои два единственные гола за «Хотспур» Бунчевич забил в Кубке лиги 2004/05: 22 сентября против «Олдем Атлетик» и 29 октября против «Болтон Уондерерс». 26 мая 2006 года он покинул клуб.
Летом 2006 года перешёл в нидерландский клуб «АДО Ден Хааг». 15 сентября дебютировал в матче против «Валвейка». Единственный гол за клуб забил в ворота «Гронингена» 26 ноября. В 2007 году завершил карьеру футболиста.

## Международная карьера
Дебют за национальную сборную Югославии состоялся 23 декабря 1998 года в товарищеском матче против сборной Израиля. Был включён в состав на Чемпионат Европы 2000 в Бельгии и Нидерландах, но все матчи провёл на скамейке запасных. Всего Буневчевич провёл за сборную Югославии 14 матчей (ещё 2 матча за переформировавшуюся сборную Сербии и Черногории).